# David Barrera
David Barrera (Sevilla, 5 de julio de 1989) es un exjugador español de rugby que se desempeñaba como segunda línea. Además de competir con sus clubes en Francia, era internacional absoluto con la Selección Española, donde era uno de los jugadores que más caps acumuló con un total de 38.